# 스테로이드 호르몬 수용체

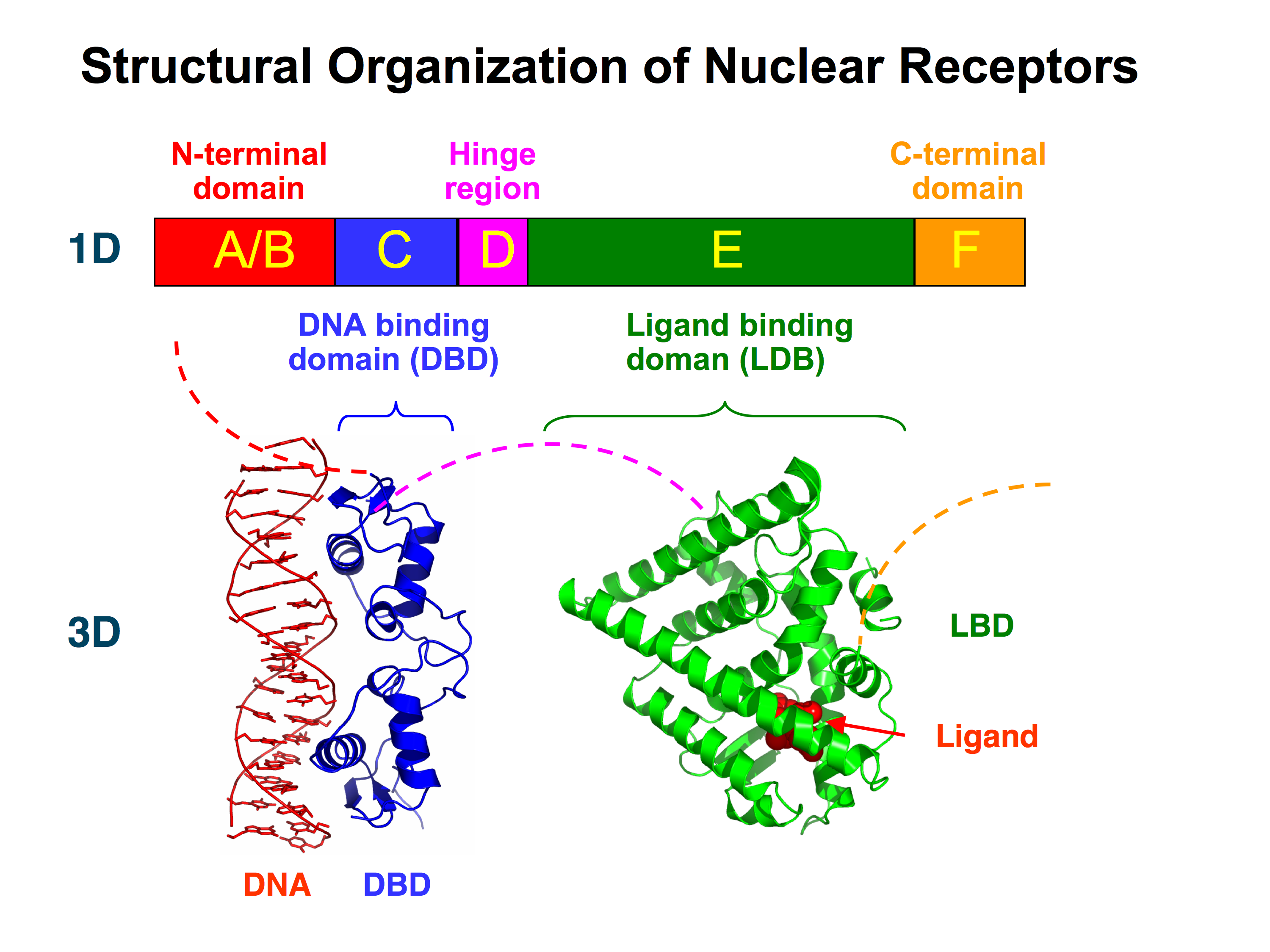
핵 수용체의 구조적 구성을 모식적으로 표현한 그림

스테로이드 호르몬 수용체(영어: steroid hormone receptor)는 핵, 세포질 및 표적 세포의 원형질막에서 발견된다. 스테로이드 호르몬 수용체는 일반적으로 세포내 수용체(일반적으로 세포질이나 핵에 위치함)이며 스테로이드 호르몬에 대한 신호전달을 시작하여 몇 시간에서 며칠에 걸쳐 유전자 발현의 변화를 초래한다. 가장 잘 연구된 스테로이드 호르몬 수용체는 에스트로젠(NR3A 그룹) 및 3-케토스테로이드(NR3C 그룹)에 대한 수용체를 포함하는 핵 수용체 서브패밀리 3(NR3)의 구성원이다. 핵 수용체 외에도 여러 G 단백질 연결 수용체와 이온 통로가 특정 스테로이드 호르몬에 대한 세포 표면 수용체 역할을 한다.
스테로이드 호르몬 수용체는 세포질이나 핵 내에 위치한 단백질 분자로 에스트로젠, 프로제스테론, 테스토스테론과 같은 스테로이드 호르몬과 특이적으로 결합하여 유전자 발현과 그에 따른 세포 반응을 활성화하거나 억제한다. 이러한 상호작용은 신체의 다양한 조직과 기관에서 스테로이드 호르몬의 생리적 효과를 매개하는 데 중요하다.

## 유형
스테로이드 호르몬 수용체는 특정 리간드와 기능에 따라 여러 유형으로 분류될 수 있다.
1. 에스트로젠 수용체(ER): 에스트로젠과 결합하는 에스트로젠 수용체에는 에스트로젠 수용체 α(ERα)와 에스트로젠 수용체 β(ERβ)의 두 가지 하위 유형이 있다. 이는 에스트로젠과 반응하여 유전자 발현을 조절하며 생식 조직, 뼈 대사 및 심혈관계 건강에 필수적인 역할을 한다.
2. 프로제스테론 수용체(PR): 프로제스테론 수용체는 프로제스테론과 결합하고 그 신호전달에 반응하여 유전자 발현을 조절한다. 이는 월경, 임신, 유선 발달을 포함한 다양한 생식 과정에 중요하다.
3. 안드로젠 수용체(AR): 안드로젠 수용체는 테스토스테론과 다이하이드로테스토스테론(DHT)과 같은 안드로젠과 결합한다. 안드로젠 수용체는 남성 생식 기관의 발생과 기능뿐만 아니라 2차 성징과 근육 성장에도 중요한 역할을 한다.
4. 당질 코르티코이드 수용체(GR): 당질 코르티코이드 수용체는 코르티솔과 같은 글루코코르티코이드에 결합하고 스트레스 및 대사 신호에 반응하여 유전자 발현을 조절한다. 이들은 면역 반응, 물질대사, 스트레스 적응과 같은 과정에 관여한다.
5. 무기질 코르티코이드 수용체(MR): 무기질 코르티코이드 수용체는 주로 알도스테론과 같은 무기질 코르티코이드와 결합하고 콩팥 및 기타 조직의 상피 세포에서 이온 수송을 제어하여 전해질 균형과 혈압을 조절한다.[4]

### 핵 수용체
핵 수용체 패밀리의 스테로이드 수용체는 모두 전사인자이다. 수용체 유형에 따라 세포질에 위치하여 활성화 시 핵으로 이동하거나, 스테로이드 호르몬이 들어가 활성화될 때까지 핵에 남아 있다. 핵으로의 이러한 흡수는 수용체의 힌지 영역에서 발견되는 핵 국소화 신호(NLS)에 의해 촉진된다. 수용체의 이 영역은 호르몬이 존재할 때까지 수용체와 결합하는 열충격 단백질(HSP)에 의해 덮여 있다. 호르몬에 의해 결합되면 수용체는 열충격 단백질을 방출하는 입체구조적 변화를 겪고 수용체는 결합된 호르몬과 함께 핵으로 들어가 전사에 작용한다.
- 핵 수용체
  - 서브패밀리 3: 에스트로젠 수용체 유사
    - 그룹 A: 에스트로젠 수용체 → (성 호르몬: 에스트로젠)
      - 1: 에스트로젠 수용체 α → (ERα; NR3A1, ESR1)
      - 2: 에스트로젠 수용체 β → (ERβ; NR3A2, ESR2)

    - 그룹 C: 3-케토스테로이드 수용체
      - 1: 당질 코르티코이드 수용체 → (GR; NR3C1) → (코르티솔)
      - 2: 무기질 코르티코이드 수용체 → (MR; NR3C2) → (알도스테론)
      - 3: 프로제스테론 수용체 → (PR; NR3C3, PGR) → (성 호르몬: 프로제스테론)
      - 4: 안드로젠 수용체 → (AR; NR3C4, AR) → (성 호르몬: 테스토스테론)

#### 구조
세포 내 스테로이드 호르몬 수용체는 다음에서와 같이 소위 "도메인"이라고 불리는 기능적으로 상동인 4개 단위의 공통 구조를 공유한다.
1. 가변 도메인(variable domain): 이는 N-말단에서 시작하며 다양한 수용체 사이의 가장 가변적인 도메인이다.
2. DNA 결합 도메인(DNA binding domain): 중앙에 위치한 고도로 보존된 DNA 결합 도메인(DBD)은 아연이 4개의 시스테인과 배위 결합하고 있고 히스티딘 잔기가 없는 2개의 비반복적 구형 모티프로 구성된다.[5] 이들의 2차 구조 및 3차 구조는 고전적인 아연 핑거 구조와 다르다.[6] 이 영역은 활성화될 유전자를 제어한다. DNA에서 DNA 결합 도메인은 호르몬 반응요소(HRE)와 상호작용한다.
3. 힌지 영역(hinge region): 이 영역은 수용체가 핵으로 이동하는 것을 제어한다.
4. 호르몬 결합 도메인(hormone binding domain): 적당히 보존된 리간드 결합 도메인(LBD)은 핵 국소화 신호, 샤페론과 결합할 수 있는 아미노산 서열 및 이량체화 인터페이스의 일부를 포함할 수 있다. 이러한 수용체는 비활성(그러나 수용적인) 세포질의 입체구조를 유지하는 데 필요한 샤페론(즉, 열충격 단백질인 Hsp90 및 Hsp56)과 밀접하게 관련되어 있다. 이 도메인의 끝에는 C-말단이 있다. 말단은 분자를 동종이량체 또는 이종이량체의 쌍에 연결한다. 이는 반응의 크기에 영향을 미칠 수 있다.

#### 작용 메커니즘

##### 게놈
작용 메커니즘과 세포 내에서의 분포에 따라 핵 수용체는 적어도 두 가지 부류로 분류될 수 있다. 스테로이드 호르몬과 결합하는 핵 수용체는 모두 I형 수용체로 분류된다. I형 수용체만이 수용체가 리간드와 상호작용할 때 방출되는 비활성 수용체와 관련된 열충격 단백질(HSP)을 가지고 있다. I형 수용체는 동종이량체 또는 이종이량체 형태로 발견될 수 있다. II형 핵 수용체에는 열충격 단백질이 없으며 고전적인 I형 수용체와 달리 세포핵에 위치한다.
유리(즉, 결합되지 않은) 스테로이드는 세포질로 들어가 수용체와 상호작용한다. 이 과정에서 열충격 단백질이 분리되고 활성화된 수용체-리간드 복합체가 핵으로 자리를 옮기게 된다. 이는 EAAT와도 관련이 있다.
리간드(스테로이드 호르몬)와 결합한 후 스테로이드 수용체는 종종 이량체를 형성한다. 핵에서 복합체는 DNA에 작용하여 특정 전사 유전자를 증가시키거나 억제하는 전사인자로 작용한다.
II형 수용체는 핵에 위치한다. 따라서 이들의 리간드는 세포막과 세포질을 통과하여 열충격 단백질의 방출없이 수용체를 활성화시키는 핵으로 들어간다. 활성화된 수용체는 호르몬 반응요소와 상호작용하고 전사 과정은 I형 수용체와 마찬가지로 시작된다.

##### 비게놈
세포막의 알도스테론 수용체는 네프론의 원위세뇨관 및 집합관(대장에서도 그리고 아마도 땀샘에서도 마찬가지이다)에 있는 주세포의 기저측 Na+/K+-ATPase, ENaC 나트륨 통로 및 ROMK 칼륨 통로의 활성을 증가시키는 것으로 나타났다.
특정 스테로이드 호르몬 수용체가 세포 표면의 지질 이중층 막을 통해 확장될 수 있으며 세포 외부에 남아 있는 호르몬과 상호작용할 수 있다는 증거가 있다.
스테로이드 호르몬 수용체는 핵 외부에서도 기능할 수 있으며 PI3K 및 Akt 키네이스와 같은 세포질 신호전달 단백질과 연결될 수 있다.

### 기타
스테로이드 호르몬 수용체는 다음과 같은 여러 메커니즘을 통해 효과를 발휘한다.
1. 유전자 발현의 조절: 리간드 결합 시 스테로이드 호르몬 수용체는 핵으로 이동하여 표적 유전자의 조절 영역 내에서 호르몬 반응요소(HRE)라고 불리는 특정 DNA 서열에 결합한다. 이 결합은 유전자의 전사를 활성화하거나 억제하여 mRNA 수준의 변화와 궁극적으로 단백질의 합성을 초래한다.
2. 전사 보조 활성인자 및 보조 억제인자: 스테로이드 호르몬 수용체는 보조 활성인자(coactivator) 또는 보조 억제인자(corepressor) 단백질을 유전자의 프로모터 영역으로 모집하여 RNA 중합효소 및 기타 전사 기구의 활성을 조절함으로써 유전자 발현에 영향을 미친다.
3. 염색질 리모델링: 스테로이드 호르몬 수용체는 또한 염색질 리모델링 복합체의 모집을 통해 염색질 구조의 변화를 유도할 수 있다. 이는 특정 유전자 조절 영역에 대한 전사 기구의 접근성을 허용하여 유전자의 전사를 촉진하거나 억제한다.
4. 비게놈 신호전달: 고전적인 게놈 작용 외에도 스테로이드 호르몬 수용체는 세포질이나 세포막에서 신속한 비게놈 신호전달 경로를 시작할 수 있다. 이러한 경로에는 다양한 단백질 키네이스 및 기타 신호전달 분자의 활성화가 포함되어 이온 흐름, 세포골격의 재배열 및 2차 전달자 시스템의 활성화와 같은 신속한 세포 반응을 유도한다.
5. 다른 신호전달 경로와의 혼선: 스테로이드 호르몬 수용체는 또한 성장인자 신호전달 경로와 같은 다른 신호전달 경로와 상호작용하고 그 활성을 조절할 수 있으며, 이에 따라 호르몬 및 성장인자 신호를 통합하여 세포 과정을 조절한다.[11]

새로운 부류의 스테로이드 호르몬 수용체가 최근에 밝혀졌으며 이러한 새로운 수용체는 세포막에서 발견된다. 새로운 연구는 잘 문서화된 세포내 수용체와 함께 세포막 수용체가 여러 스테로이드 호르몬에 대해 존재하며 이들의 세포 반응이 세포내 수용체보다 훨씬 빠르다는 것을 시사한다.

#### G 단백질 연결 수용체
G 단백질 연결 수용체는 전통적으로 콜레스테롤 인식 및 상호작용 부위로 생각되는 아미노산 공통 서열을 통해 스테로이드 호르몬과 상호작용할 가능성이 높다. 클래스 A G 단백질 연결 수용체의 약 1/3이 이 서열을 포함한다. 스테로이드 호르몬 자체는 서로 충분히 다르기 때문에 G 단백질 연결 수용체에 연결된 모든 단백질에 영햐을 미치지는 않는다. 그러나 스테로이드 호르몬과 수용체 사이의 유사점은 각 수용체가 여러 스테로이드 호르몬에 반응할 수 있거나 각 호르몬이 여러 수용체에 영향을 미칠 수 있다는 주장을 타당하게 만든다. 이는 각각의 고유한 리간드에 대해 고유한 수용체를 갖는 전통적인 모델과 상반된다.
적어도 4가지 서로 다른 G 단백질 연결 수용체 관련 단백질이 스테로이드 호르몬에 반응하은 것으로 알려져 있다. G 단백질 연결 수용체 30(GPR30)은 에스트로젠과 결합하고, 막 프로제스틴 수용체(mPR)는 프로제스테론과 결합하며, G 단백질 연결 수용체 패밀리 C 그룹 6 멤버 A(GPRC6A)는 안드로젠과 결합하고, 갑상샘 호르몬 및 미량 아민 관련 수용체 1(TAAR1)은 갑상샘 호르몬과 결합한다(갑상샘 호르몬은 기술적으로 스테로이드 호르몬은 아니지만 갑상샘 호르몬 수용체는 핵 수용체 슈퍼패밀리에 속하기 때문에 여기로 분류될 수 있다). 이러한 G 단백질 연결 수용체(GPCR) 관련 단백질의 효과에 대한 예로서 GPR30이 있다. G 단백질 연결 수용체 30(GPR30)은 에스트로젠과 결합하고, 에스트로젠과 결합하면 이 경로는 아데닐산 고리화효소와 상피 성장인자 수용체를 활성화시킨다. 이는 혈관 확장, 콩팥 보호, 유선 발달 등을 초래한다.
황산화 스테로이드와 담즙산은 서비골 수용체, 특히 V1 패밀리에 의해 감지된다.

#### 이온 통로
신경활성 스테로이드는 GABAA 수용체, NMDA 수용체, 시그마 수용체를포함한 여러 이온 통로에 결합하여 활성을 조절한다.
스테로이드인 프로제스테론은 전압 개폐 Ca2+ 이온 통로인 정자의 양이온 통로(CatSper). 난자는 프로제스테론을 방출하므로 정자는 난자를 향해 헤엄쳐 가기 위한 유도 신호로(주화성) 프로제스테론을 사용할 수 있다.

#### SHBG/SHBG-R 복합체
성 호르몬 결합 글로불린(SHBG)은 주로 에스트라다이올과 테스토스테론 성 호르몬의 운반체와 저장고 역할을 하는 것으로 생각된다. 그러나 SHBG가 세포 표면 수용체(SHBG-R)에 결합할 수 있다는 것도 입증되었다. SHBG-R은 완전히 특성화되지 않았다. 스테로이드의 하위 집합은 SHBG/SHBG-R 복합체에 결합하여 아데닐산 고리화효소를 활성화하고 cAMP 2차 전달자를 합성할 수 있다. 따라서 SHBG/SHBG-R 복합체는 세포 내부로 신호를 전달할 수 있는 막관통 스테로이드 수용체 역할을 하는 것으로 보인다.

## 같이 보기
- 수용체
- 호르몬 수용체
- 신경전달물질 수용체
- 막 스테로이드 수용체
- 핵 수용체